# Bogusław Kazimierz Maskiewicz
Bogusław Kazimierz Maskiewicz (ur. ok. 1625 w Serweczu, zm. 1683) – polski pamiętnikarz, szlachcic i żołnierz.
Najprawdopodobniej syn Samuela Maskiewicza i jego żony (nieznanej z imienia Piaseckiej). Wychowywał się w rodzinie ewangelicko-reformowanej (kalwińskiej). 
Po krótkiej służbie na dworze Bogusława Radziwiłła, w 1644 służył u Franciszka Zebrzydowskiego (gdzie przeszedł na katolicyzm) a potem Jeremiego Wiśniowieckiego.
Po 1652 spisał Diariusz, w którym przedstawił lata 1643–1649 i 1660. W pamiętniku opisał m.in. początki powstania Chmielnickiego, podczas którego brał udział w wyprawie dowodzonej przez Jeremiego Wiśniowieckiego. Walczył z Kozakami pod Niemirowcm, Machnówką, Konstantynowem, Mozyrzem, Bobrujskiem i Łojowem.
W listopadzie 1668 r. był posłem nowogródzkim na sejm konwokacyjny, zwołany po abdykacji Jana Kazimierza. Obecny był na elekcji Michała Korybuta Wiśniowieckiego. W roku 1672 został ponownie wybrany na jednego z posłów nowogródzkich na sejm konfederacki, zwołany w Warszawie dla obrony króla. W 1673 r. otrzymał od kanclerza litewskiego Krzysztofa Paca godność wojskiego nowogródzkiego. W 1673 został także wyznaczony przez sejm na deputata do rady wojennej przy boku hetmanów wielkich.